# N
 Ovo je glavno značenje pojma N. Za registracijsku oznaku Norveške pogledajte N (registracijska oznaka).
N je 19. slovo hrvatske abecede. Označava alveolarni nazalni suglasnik. Također je:
- u fizici oznaka za njutn, kao mjernu jedinicu za silu (N)
- u kemiji simbol za dušik (N, nitrogen); također i za subatomsku česticu neutron (n0)
- u matematici oznaka za skup prirodnih brojeva (N)
- u SI sustavu jedinica sile njutn (N) i prefiks nano (n, 10-9)
- međunarodna automobilska oznaka za Norvešku
- na zemljovidima oznaka sjevera (N) i sjeverne zemljopisne širine

## Povijest
Razvoj slova „N” moguće je pratiti tijekom povijesti:
|                               |             |          |               |            |
| protosemitski simbol za zmiju | feničko nun | grčko ni | etruščansko n | latinsko n |